# Ветоца (Ријети)
Ветоца је насеље у Италији у округу Ријети, региону Лацио.
Према процени из 2011. у насељу је живело 11 становника. Насеље се налази на надморској висини од 951 м.